# Monte Panay
Monte Panay es el nombre de un estratovolcán fuertemente solfatárico en el país asiático de las Filipinas.
Panay está situado al sur del lago Taal, en la provincia de Batangas, en la IV Región, en la isla de Luzón, al norte de Filipinas.
Se encuentra en el extremo sur de la península Calumpang que forma el lado occidental de la bahía de Batangas.